# Абу Шама аль-Макдиси
Шихабуддин Абуль-Касим Абдуррахман ибн Исмаил аль-Макдиси известный как Абу Шама аль-Макдиси (араб. أبو شامة المقدسي‎) — арабский писатель, историк, хронист, корановед.

## Биография
Родился в 1203 в Дамаске. Погиб насильственной смертью при невыясненных обстоятельствах: то ли от рук грабителей, то ли в результате нападения недовольных его творчеством ассасинов в 1267 году.
Главное известное произведение Абу Шама аль-Макдиси «Китаб ар-Раудатайн фи ахбар ад-даулатайн ан-нурийа ва-с-салахийа» (الكتاب الروضتين في أخبار الدولتين النورية و الصلاحية) — «Книга двух садов в известиях двух династий», посвящено периодам правления Нур ад-Дина Махмуда и Салах ад-Дина.
Сочинение по мнению специалистов носит преимущественно компиляторский характер. Однако имеет особую ценность для истории, поскольку в нём собраны свидетельства наиболее интересных авторов, чьи труды оказались утраченными, или считались таковыми в период первого опубликования французского 16-томного сборника «Историки крестовых походов» (Recueil des Historiens des Croisades) (1841—1906)). К числу таких авторов относятся в первую очередь Ибн аль-Каланиси, чей манускрипт был найден лишь в начале XX века, а также шиитского историка из Алеппо Ибн Абу ат-Тайи и секретаря Салах-ад-Дина Аль-Кади аль-Фадиля.
Кроме того, известны его книги:
- аль-Ба‘ис ‘аля Инкар аль-Бид‘а ва-ль-Хавадис (араб. الباعث على إنكار البدع والحوادث‎)
- Зайль ‘аля ар-Раудатайн (араб. ذيل على الروضتين‎)
- аль-Муршид аль-ваджиз (араб. المرشد الوجيز‎)